# 2000 no Brasil
Esta é uma cronologia dos fatos acontecimentos de ano 2000 no Brasil.

## Incumbente
- Presidente do Brasil - Fernando Henrique Cardoso (1995–2003)
- Vice-Presidente do Brasil - Marco Maciel (1995–2003)
- Presidente da Câmara dos Deputados - Michel Temer (1999–2001)
- Presidente do Senado Federal - Antônio Carlos Magalhães (1999–2001)

## Eventos
- 2 de janeiro: Enchente no Sul de Minas Gerais deixa 20% da população desabrigada.
- 18 de janeiro: Vazamento em duto da Petrobrás derrama mais de 500 mil litros de óleo na Baía de Guanabara, no estado do Rio de Janeiro, sendo o pior acidente ambiental desde 1975.[1]
- 7 de março: Empatadas, Vai-Vai e X-9 Paulistana conquistam o título do carnaval de São Paulo.[2]
- 8 de março: A Imperatriz Leopoldinense conquista o bicampeonato do Carnaval do Rio de Janeiro.[3]
- 10 de março: Nicéia Pitta denuncia corrupção na administração do prefeito de São Paulo e seu ex-marido Celso Pitta, que foi afastado do cargo pela justiça por 18 dias.
- 9 de abril: Um garoto de 6 anos é atacado e devorado por leões em um circo localizado em Jaboatão dos Guararapes, Pernambuco.[4]
- 22 de abril: Em Porto Seguro, Bahia, festejos pelos 500 anos do Descobrimento do Brasil. Confrontos e problemas técnicos com uma réplica do navio de Pedro Álvares Cabral transformam as comemorações num desastre.[5]
- 10 de junho: Queda de avião em Maripá de Minas mata o ator e nadador Rômulo Arantes e o co-piloto Fábio Amorim Ruivo.[6]
- 12 de junho: O ônibus da linha 174 é sequestrado por Sandro Barbosa do Nascimento, que manteve por quatro horas dez reféns, no bairro do Jardim Botânico, no Rio de Janeiro.[7]
- 28 de junho: O Senado Federal cassa o mandato do senador Luiz Estêvão por quebra de decoro parlamentar, por 52 votos a 18, sendo a primeira vez na história brasileira que um membro da casa perde o cargo.[8]
- 11 de julho: Uma grande onda de frio atinge o Brasil, se estendendo até o dia 26.
- 28 de julho: Trem desgovernado da CPTM bate em outro na Estação Perus na cidade de São Paulo e mata 9 pessoas e deixa 115 feridas.[9]
- 1 de outubro: Ocorre o primeiro turno das eleições para prefeitos e vereadores em todo o país.[10][11]
- 29 de outubro: Ocorre o segundo turno das eleições para prefeito em 31 cidades do país.[10]
- 21 de novembro: O Banespa é vendido para o banco espanhol Santander pelo lance de R$ 7,05 bilhões.[12]
- 8 de dezembro: O juiz aposentado Nicolau dos Santos Neto se entrega a agentes da Polícia Federal no Rio Grande do Sul e é preso em São Paulo após passar 227 dias foragido.[13]
- 30 de dezembro: Queda de parte do alambrado do Estádio de São Januário por volta de 23 minutos interrompe a partida entre Vasco da Gama e São Caetano, válida pela final da Copa João Havelange, equivalente ao Campeonato Brasileiro da temporada. Jogo foi suspenso por ordem do governador do Rio de Janeiro Anthony Garotinho e remarcado para janeiro do ano seguinte.[14]

## Esportes
- 14 de janeiro: Nos pênaltis, o Corinthians vence o Vasco da Gama e conquista o título do primeiro Campeonato Mundial de Clubes organizado pela FIFA no Estádio do Maracanã.[15]
- 1 de março: Palmeiras vence o Torneio Rio-São Paulo pela quinta vez ao superar o Vasco da Gama nas finais pelos placares de 2-1 no Estádio do Maracanã e 4-0 no Estádio do Morumbi.
- 11 de junho: O tenista Gustavo Kuerten conquista o bicampeonato do torneio de Roland Garros, ao vencer o sueco Magnus Norman por 3 sets a 1 na França.[16]
- 21 de junho: O argentino Boca Juniors conquista a Copa Libertadores da América no Estádio do Morumbi ao superar o Palmeiras nos pênaltis após o empate sem gols no tempo regulamentar, somado ao placar de 2-2 na primeira partida, realizada em La Bombonera.[17]
- 30 de junho: Rubens Barrichello vence o Grande Prêmio da Alemanha em Hockenheim, conquistando a primeira vitória do Brasil na Fórmula 1 desde 1993.[18]
- 9 de julho: Cruzeiro conquista a Copa do Brasil ao superar o São Paulo nas finais com um empate sem gols no Estádio do Morumbi e uma vitória de virada por 2-1 no Estádio do Mineirão.[19]
- 25 de julho: Palmeiras conquista o título da Copa dos Campeões ao vencer a final contra o Sport Recife no Estádio Rei Pelé, em Maceió, pelo placar de 2-1.[20]
- 16 de setembro: O Brasil conquista a primeira medalha nas Olimpíadas de Sydney com os nadadores Carlos Jayme, Edvaldo Valério, Fernando Scherer e Gustavo Borges levando o bronze no revezamento 4x100 livre.[21]
- 20 de dezembro: Com virada nos acréscimos, o Vasco da Gama vence o Palmeiras por 4-3 e conquista o título da Copa Mercosul no Estádio Palestra Itália.

## Nascimentos
- 16 de janeiro: Brenner, futebolista.
- 29 de março: Caio Manhente, ator.
- 23 de maio: Felipe Drugovich, automobilista.
- 12 de julho: Vinícius Júnior, futebolista.
- 15 de julho: Paulinho, futebolista.
- 18 de agosto: Viih Tube, youtuber e influenciadora.
- 6 de outubro: Klara Castanho, atriz.
- 28 de dezembro: Larissa Manoela, atriz.

## Mortes
- 7 de janeiro: J. Silvestre, apresentador de televisão (n. 1922).
- 9 de janeiro: Álvaro Valle, advogado, diplomata e político (n. 1934).
- 16 de janeiro: Expedito Sobral de Medeiros, sacerdote católico (n. 1916).
- 18 de janeiro: Bernardo José Nolker, bispo católico (n. 1912).
- 10 de fevereiro: Carlos Chagas Filho, médico e professor (n. 1910).
- 16 de fevereiro: Nádia Maria, comediante (n. 1931).
- 7 de abril: Barbosa, futebolista (n. 1921).
- 4 de maio: Sandra Bréa, atriz (n. 1952).
- 5 de junho: João Nogueira, cantor e compositor (n. 1941).
- 6 de junho: Moreira da Silva, cantor e compositor (n. 1902).
- 25 de junho: Wilson Simonal, cantor (n. 1939).
- 6 de julho: Barbosa Lima Sobrinho, jornalista e advogado (n. 1897).
- 26 de setembro: Baden Powell, músico e compositor (n. 1937).